# M5 (Belarus)
Die M 5 ist eine Fernstraße in Belarus. Sie führt von Minsk in südöstlicher Richtung nach Homel und ist identisch mit der Europastraße 271.

## Verlauf
- Minsk
- Dukora
- Blon
- Assipowitschy
- Babrujsk
- Krasny Berah
- Schlobin
- Kryusk
- Homel